# Contemplatie

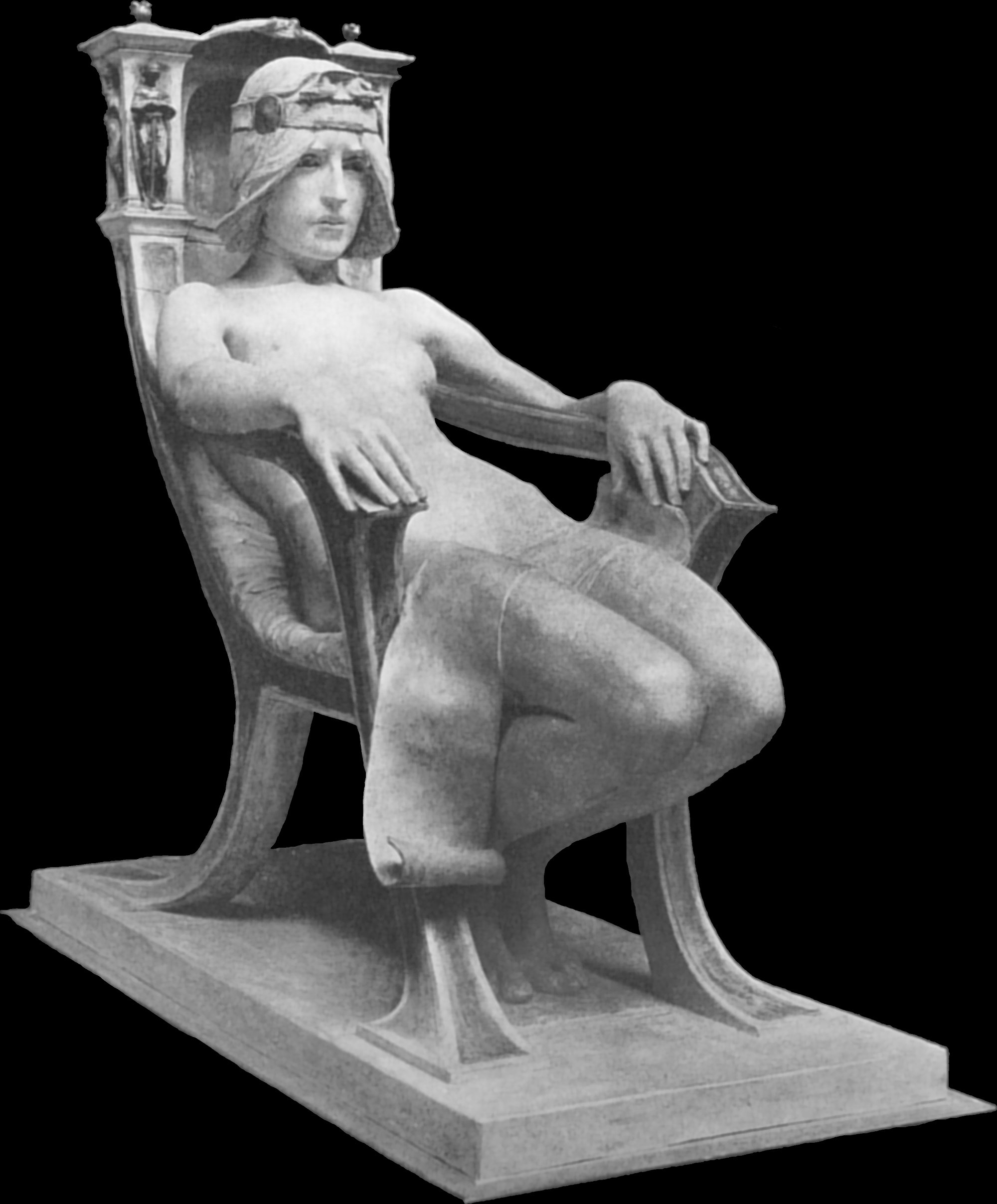
"The Spirit of Contemplation" van Albert Toft

Contemplatie is een andere term voor beschouwing. De term stamt van het Latijnse contemplatio. Letterlijk betekent contemplatie "het scheiden van iets uit zijn omgeving". Contemplatio is de Latijnse vertaling van het Griekse theoreia. Contemplatie is verwant aan meditatie.
Meestal gebruikt men de term contemplatie specifiek bij de kloosterorden die een beschouwend oftewel contemplatief leven leiden, met name onder een kloosterregel als de Regel van Benedictus, die gebed, studie en stilte tot het hart van het monastieke leven maakt. De leden van deze orden verlaten hun klooster of abdij niet (stabilitas loci) en houden zich aan een strakke vorm van clausuur.
Hoewel contemplatie en meditatie nauw aan elkaar verwant zijn, is er een verschil: bij meditatie wordt vaak een onderwerp, iets of iemand in het midden van de aandacht geplaatst (objectgerichte meditatie), bij contemplatie probeert men zich meer ontvankelijk op te stellen en te verblijven bij het voorwerp van contemplatie om zich hierdoor te laten doordringen. Zo kan de verhouding subject-object worden omgezet in een verhouding tussen twee subjecten. Als voorwerp of liever onderwerp van contemplatie kan men bijvoorbeeld God, Jezus, een Bijbeltekst, een spirituele tekst of een deugd kiezen. Het contemplatief lezen van de Bijbel noemt men de lectio divina. 
Contemplatie kan objectgericht zijn, maar het veronderstelt een zekere mate van passiviteit en afhankelijkheid van het gecontempleerde object of subject: men maakt zich vrij om geheel en al present te zijn, een en al aandacht. In dit verband is het treffend dat men in het Duits een getijdenboek, een boek voor het bidden van de getijden, Andachtsbuch noemt.
Ook bij andere kloosterorden spelen vormen van contemplatie een rol. Met name de dominicanen beschouwen contemplatie als een wezenlijk element in hun bestaan. Voor hen is contemplatie de voorwaarde voor actie, sterker nog, de vruchten van contemplatie moet men aan anderen bekendmaken, in navolging van een uitspraak van Thomas van Aquino, contemplari et contemplata aliis tradere, "contempleren en het gecontempleerde aan anderen overdragen".